# المحتجبة
المحتجبة، قرية من قرى محافظة المهد، والتابعة لمنطقة المدينة المنورة في السعودية. تقع في جنوب شرق المدينة المنورة، وتبعد عنها بمسافة تقارب 250 كيلو متر، وعن مهد الذهب بمسافة تقارب ( ) كيلو متر.